# カムジャ麺
カムジャ麺（カムジャミョン、감자면）は、農心で製造されているインスタントラーメンである。カムジャ（甘藷、감자）とは朝鮮語でジャガイモという意味である。

## 概要
2003年に発売され、麺にジャガイモでん粉とジャガイモ粉末を50%以上使用しており、モチモチとした食感を売りにしているインスタントラーメンである。
スープは、胡椒の効いたピリ辛スープでかやくには、キャベツと青梗菜が入っている。